# Conioscinella pseudogauracica
Conioscinella pseudogauracica är en tvåvingeart som beskrevs av Oswald Duda 1930. Conioscinella pseudogauracica ingår i släktet Conioscinella och familjen fritflugor. Inga underarter finns listade i Catalogue of Life.